# 2013年日本

## 大事記
2013年日本：1月 - 2月 - 3月 - 4月 - 5月 - 6月 - 7月 - 8月 - 9月 - 10月 - 11月 - 12月

### 1月
- 1月21日，首相安倍晉三證實，有七名日本公民在阿爾及利亞人質脅持事件中被恐怖份子殺死，另有三名日本公民仍然未確定生死。 每日新聞
- 1月16日，一架全日空波音787客機由山口宇部機場出發，起飛不到半小時機內冒煙，航機在高松機場緊急著陸，機上全部乘客生還。 讀賣新聞
- 1月14日，日本東京首次錄得暴雪，關東地區交通受到嚴重影響。 日本時報（页面存档备份，存于）
- 12月30日，前首相森喜朗於2013年以特使身份前往俄羅斯莫斯科與普京會面。 讀賣新聞（页面存档备份，存于）

### 2月
- 2月26日，四名日本公民於埃及樂蜀乘坐熱氣球發生爆炸死亡。 日本時報（页面存档备份，存于）
- 2月22日，內閣官房長官菅義偉稱派遣官員參與竹島日（韓稱獨島）活動是理所當然。 每日新聞
- 2月21日，日本將派出內閣官房次官島尻安伊子參與在島根縣松江市22日舉行的竹島日活動。 每日新聞[永久]
- 2月17日，華裔企業家宋文洲在日本電視台一個節目中稱，如果隕石撞擊尖閣諸島（釣魚台），就沒有領土糾紛。電視台事後透過播音員發出道歉啟事。 產經新聞
- 2月13日，兩名日本旅客在前往關島旅遊時遭一名狂漢斬死，另有11人被斬傷。 日本時報（页面存档备份，存于）
- 2月4日，新加坡攝影師紀嘉良因為發行寫真集內容含有沒經過馬賽克處理的男性性器宮，在東京都被捕。 共同通信社
- 2月2日，AKB48 Team K板野友美宣佈畢業，還沒決定離團時間。 體育報知（页面存档备份，存于）

### 3月
- 3月18日，日本在2013年世界棒球經典賽四強賽中以1-3不敵波多黎各後，無緣衛冕冠軍。 讀賣新聞（页面存档备份，存于）

### 4月
- 4月23日，中國漁政船派遣八艘海監船進入尖閣諸島（釣魚台）海域，是自日本宣佈將有關島嶼國有化以來最多的一次。 日視新聞網[永久]
- 4月10日，臺灣與日本於臺北賓館簽署《臺日漁業協議》，就兩國重疊專屬經濟海域的漁業作業安排達成共識，共享漁業資源。臺日雙方簽署「臺日漁業協議」
- 4月8日，沖繩縣名護市市長稻嶺進反對將美軍基地普天間飛行場遷移到邊野古。 每日新聞[永久]

### 5月
- 5月23日，自大阪市長橋下徹慰安婦言論一出後，惹來國內外反彈，荷蘭向日本駐荷大使長嶺安政提出抗議。這是首次有歐洲國家向日本提出抗議。 每日新聞
- 5月13日，大阪市長橋下徹稱慰安婦是當時為維持軍紀而必需設立。 讀賣新聞
- 5月8日，日本政府正考慮簡化日本入境手續，讓符合條件人士可以直接打指紋後出入境。 讀賣新聞[永久]

### 6月
- 6月22日，聯合國宣佈富士山列入世界文化遺產，是日本第十七個世界文化遺產。 日本時報（页面存档备份，存于）
- 6月11日，日本最長壽人瑞木村次郎右衛門在京都府京丹後市醫院逝世，終年116歲，他是19世紀最後一名存活的男性。
- 6月8日，HKT48指原莉乃於AKB48第五屆單曲選拔總選中得票第一，為首位非現任AKB48成員在選舉中成為票后。 體育報知
- 6月3日，日圓急跌導致海外產品價格上調，蘋果產品iPad價格已調升至79,800日圓。 讀賣新聞
- 6月16日，靜岡縣知事選舉，無黨籍川勝平太連任靜岡縣知事。

### 7月
- 7月28日，2013年东亚杯足球赛最後一場賽事，主隊韓國球迷掛起「忘記歷史的民族是沒有將來」的橫額，日本足球協會派員向韓國球迷警告後於半場休息時間拿走。 讀賣新聞
- 7月21日，自民黨及盟友在參議院改選中大勝，自2007年以來重奪參議院過半數議席。 讀賣新聞（页面存档备份，存于）

每日新聞

### 8月
- 8月18日，即將拆卸的小學館大廈，宣佈於8月24日及25日外公開藤子不二雄、浦澤直樹等漫畫家塗鴉。 赫芬頓郵報日本版（页面存档备份，存于）
- 8月3日，中國一艘帆船進入尖閣諸島（釣魚島）水域，遭日方海外保安廳船隻攔截，該船於中國水警保護下離開有關水域。 讀賣新聞
- 8月2日，內閣府首次對竹島（獨島）進行調查，超過60%受訪者認為「竹島正被韓國非法侵佔」以及「竹島為日本固有領土」，大韓民國外交部提出抗議。 讀賣新聞

### 9月
- 9月8日
  - 國際奧林匹克委員會宣佈，選出東京為2020年夏季奧林匹克運動會舉辦城市。
  - 茨城縣知事選舉，無黨籍的橋本昌連任茨城縣知事。

### 10月
- 10月1日，日本政府在內閣會議通過，將消費稅提高至8%。

### 11月
- 11月10日，廣島縣知事選舉，無黨籍的湯崎英彥連任廣島縣知事。